# Changoïta
La changoïta és un mineral de la classe dels sulfats, que pertany al grup de la blödita. Rep el seu nom dels Changos, els primers habitants del nord de Xile.

## Característiques
La changoïta és un sulfat de fórmula química Na₂Zn(SO₄)₂(H₂O)₄. Cristal·litza en el sistema monoclínic. La seva duresa a l'escala de Mohs es troba entre 2 i 3. Químicament és molt semblant a la gordaïta.
Segons la classificació de Nickel-Strunz, la changoïta pertany a «07.C - Sulfats (selenats, etc.) sense anions addicionals, amb H₂O, amb cations de mida mitjana i grans» juntament amb els següents minerals: krausita, tamarugita, kalinita, mendozita, lonecreekita, alum-(K), alum-(Na), tschermigita, lanmuchangita, voltaïta, zincovoltaïta, pertlikita, amoniomagnesiovoltaïta, kröhnkita, ferrinatrita, goldichita, löweïta, blödita, niquelblödita, zincblödita, leonita, mereiterita, boussingaultita, cianocroïta, mohrita, niquelboussingaultita, picromerita, polihalita, leightonita, amarillita, konyaïta i wattevil·lita.

## Formació i jaciments
Es troba a la zona d'oxidació de dipòsits de coure i zinc. Va ser descoberta al districte de Sierra Gorda de la província d'Antofagasta, a regió d'Antofagasta, Xile. També ha estat descrita en altres dos indrets: la mina Deblin, a la regió d'Erongo (Namíbia), i la mina Esperanza 2001, a la regió de Huancavelica (Perú).